# 艾琳·特雷西
艾琳·特雷西（英語：Irene Tracey，1966年10月30日—）是一位英国神经科学家，英国医学科学院院士，牛津大学教授，关注疼痛和镇痛药，主要的科普作品有《疼痛》（Pain）等。2023年1月，出任牛津大学校长。